# Hondroitinska ABC lijaza
Hondroitinska ABC lijaza (EC 4.2.2.4, hondroitinaza, hondroitin ABC eliminaza, hondroitinaza ABC, hondroitin ABC lijaza) je enzim sa sistematskim imenom hondroitin ABC lijaza. Ovaj enzim katalizuje sledeću hemijsku reakciju
Eliminativa degradacija polisaharida koji sadrže 1,4-beta-D-heksozaminil i 1,3-beta-D-glukuronazil ili 1,3-alfa-L-iduronozil veze do disaharida koji sadrže 4-dezoksi-beta-D-gluk-4-enuronozil grupe
Ovaj enzim deluje hondroitin 4-sulfat, hondroitin 6-sulfat i dermatan sulfat.

## Literatura
- Nicholas C. Price; Lewis Stevens (1999). Fundamentals of Enzymology: The Cell and Molecular Biology of Catalytic Proteins (Third изд.). USA: Oxford University Press. ISBN 019850229X.
- Eric J. Toone (2006). Advances in Enzymology and Related Areas of Molecular Biology, Protein Evolution (Volume 75 изд.). Wiley-Interscience. ISBN 0471205036.
- Branden C; Tooze J. Introduction to Protein Structure. New York, NY: Garland Publishing. ISBN 0-8153-2305-0.
- Irwin H. Segel. Enzyme Kinetics: Behavior and Analysis of Rapid Equilibrium and Steady-State Enzyme Systems (Book 44 изд.). Wiley Classics Library. ISBN 0471303097.

## Spoljašnje veze
- Chondroitin+ABC+lyase на 